# Nocciolo (arma nucleare)

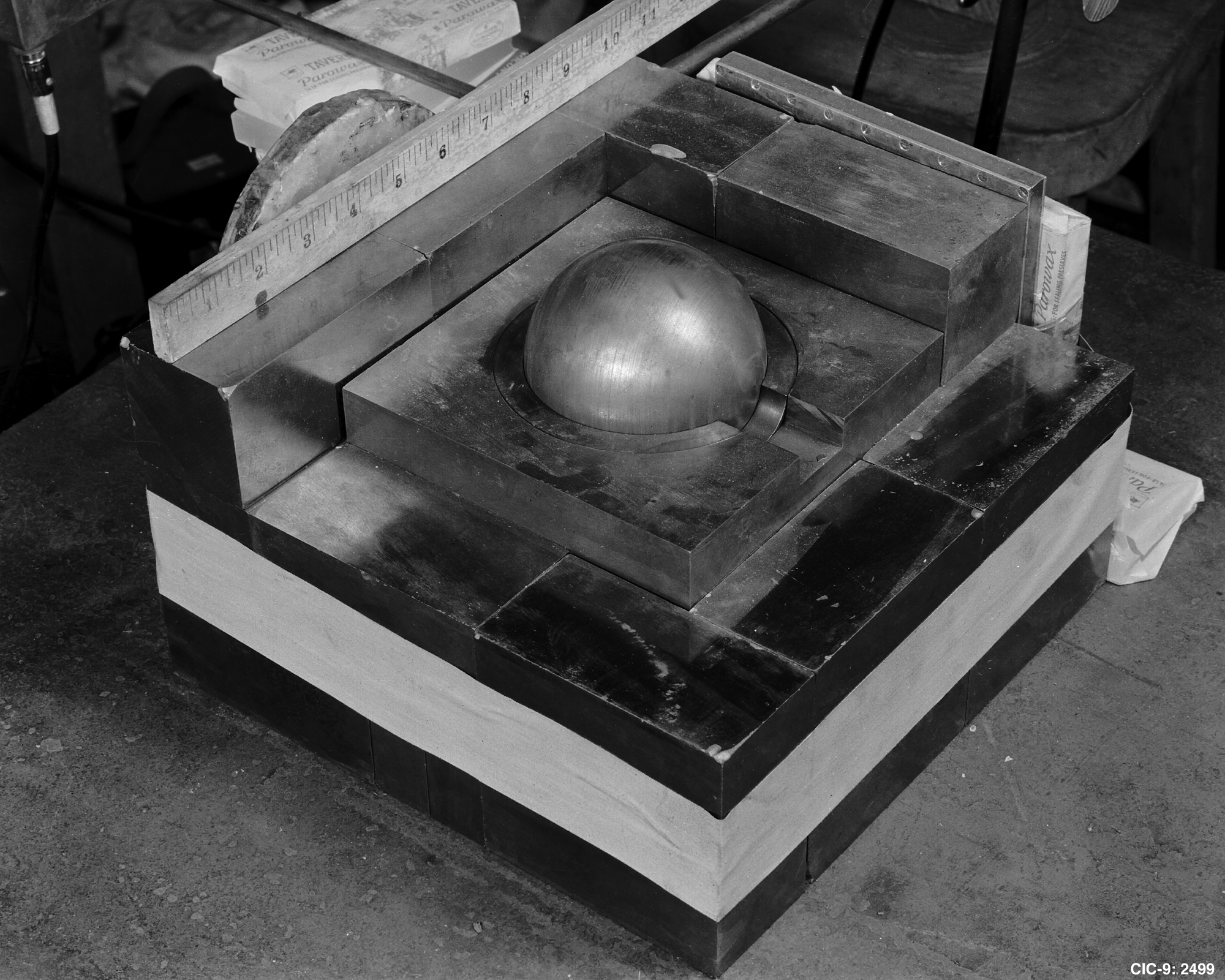
Il nocciolo soprannominato "demon core": una ricostruzione della configurazione che portò al fatale incidente del 1945, con la sfera di plutonio circondata da blocchi di carburo di tungsteno come riflettenti neutronici.

Il nocciolo, così chiamato proprio perché ricorda il nocciolo di frutti quali le pesche o le albicocche, è la parte centrale, ossia il nucleo, di un'arma nucleare a implosione, costituita dal materiale fissile. Talvolta nell'indicare il nocciolo si comprende anche il riflettore neutronico, in gergo chiamato "tamper", posto attorno al materiale fissile e che può essere, in alcuni casi, composto anch'esso da materiale fissile o fissionabile. Alcuni ordigni sperimentati durante gli anni 1950 utilizzavano noccioli realizzati in solo uranio-235 (235U) o in composito di 235U e plutonio legato, ma lo standard, sin dall'inizio degli anni 1960, è rappresentato da noccioli in solo plutonio legato (in cui la maggior parte dell'elemento è costituita dall'isotopo 239Pu), piccoli e compatti.

## I diversi modelli di nocciolo

### Noccioli Christy

Schema di una bomba a implosione sferica come Fat Man:
1 e 2. Gli esplosivi convenzionali ad alto e basso potenziale, così disposti a creare una lente esplosiva;
3. Il riflettore neutronico, utile a contenere, nei primi istanti, la fissione e a riflettere i neutroni da essa provenienti per aumentare il tasso di materiale fissionato;
4 e 5. Il nocciolo, sferico e pieno, composto dal materiale fissile (4) e dall'iniziatore neutronico (5);
6. L'onda d'urto generata dall'esplosione delle lenti che comprime il tamper e poi il nocciolo.

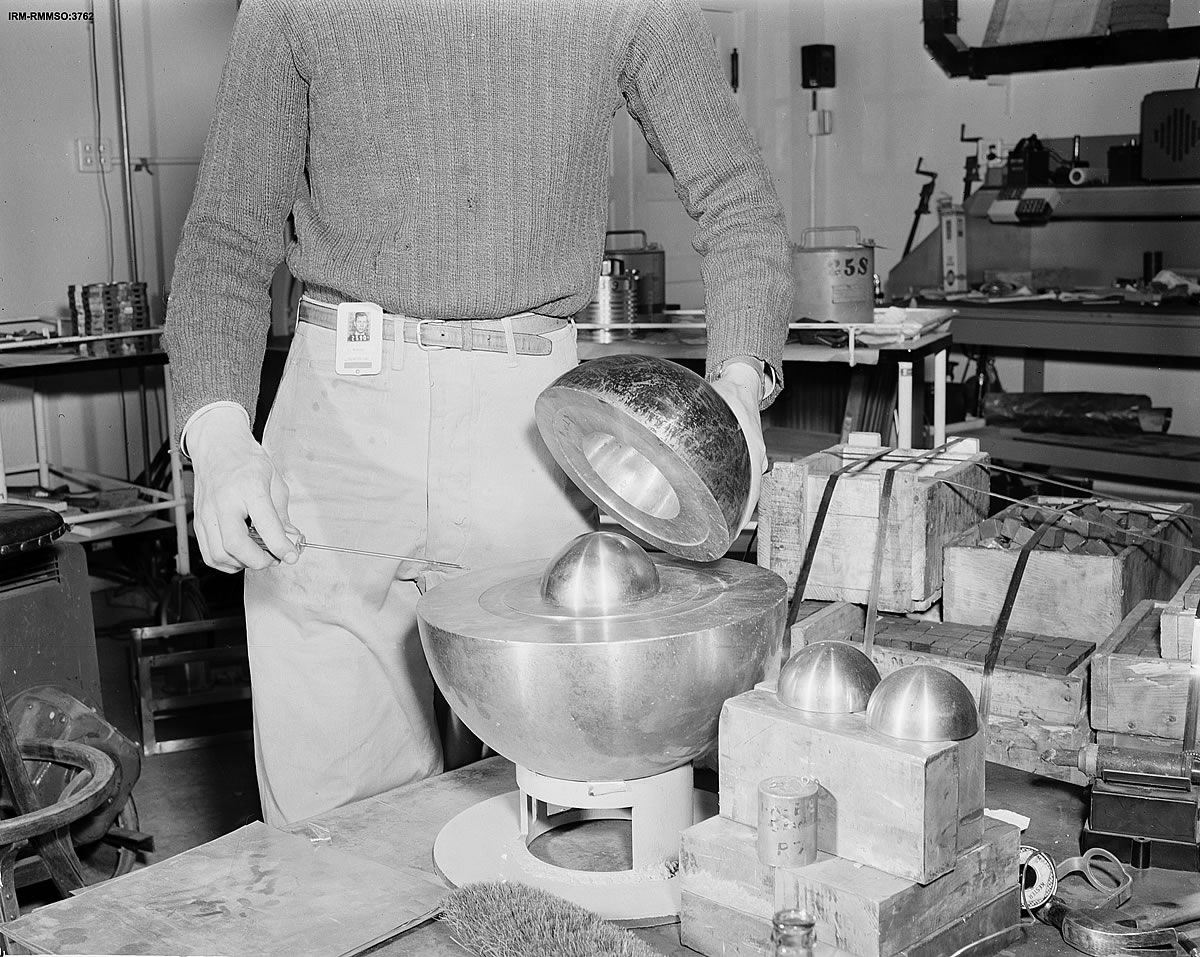
In questo modello è possibile vedere un nocciolo Christy nella parte più interna e una metà del tamper in mano al ricercatore. Si tratta in particolare della ricostruzione della configurazione del "Demon core" che portò al secondo incidente, nel 1946. Il nocciolo vero e proprio fu utilizzato nel test Able, durante l'operazione Crossroads.

I noccioli utilizzati nelle prime armi nucleari erano sferici e pieni, con un iniziatore modulare di neutroni di tipo Urchin nel loro centro. Gli ordigni chiamati The Gadget e Fat Man, rispettivamente il primo e il terzo ordigno nucleare mai fatto esplodere e realizzati nel 1945, usavano noccioli da 6,2 kg realizzati in una lega di plutonio e gallio (spesso indicata semplicemente come "plutonio" quando si parla di noccioli) e composti da due semisfere pressate a caldo (in stampi d'acciaio, a una temperatura di 400 °C e una pressione di 200 MPa), aventi un diametro di 9,2 cm e una cavità interna da 2,5 cm di diametro atta a ospitare l'iniziatore neutronico. Il nocciolo di The Gadget era stato elettroplaccato con uno strato d'argento dello spessore di 0,13 mm, il quale però iniziò presto a mostrare segni screpolatura e dovette quindi essere levigato e placcato in foglia oro prima del test di detonazione. Il nocciolo di Fat Man, nonché quello dei modelli seguenti, era stato invece placcato con nichel. Al tempo era già noto che un nocciolo cavo si sarebbe rivelato più efficiente, tuttavia una tale soluzione fu accantonata all'ultimo momento a causa della maggiore precisione necessaria al funzionamento del meccanismo a implosione nel caso dell'utilizzo di un nocciolo cavo.
Progetti successivi, risalenti all'inizio degli anni 1950, utilizzarono iniziatori neutronici modello TOM, che avevano un design simile agli Urchin ma dimensioni più ridotte, avendo un diametro di un solo centimetro. Nel tempo, gli iniziatori neutronici interni sono poi stati sostituiti da sorgenti neutroniche pulsate poste all'esterno del nocciolo.
I noccioli solidi e pieni erano conosciuti come noccioli "Christy" dal nome del fisico teorico Robert Christy, che aveva realizzato il progetto di nocciolo pieno inizialmente proposto da Edward Teller. Così come i noccioli, anche l'intero apparato che comprendeva questi ultimi era stato informalmente soprannominato "Christy['s] Gadget".

### Noccioli sospesi

La struttura di una bomba nucleare a implosione sferica e con nocciolo pieno e sospeso: la piccola sfera rosa più interna è l'iniziatore neutronico racchiuso da due semisfere di materiale fissile a formare il nocciolo, intorno a quest'ultimo c'è quindi un'intercapedine d'aria che lo separa dal tamper e da un altro scudo metallico atto a contenere la radiazione nei primi istanti della detonazione, infine, nello strato più esterno, le lenti esplosive di esplosivo convenzionale.

L'efficienza del meccanismo a implosione, vale a dire la quantità di materiale fissile che si riesce a fissionare prima che il nucleo si distrugga nell'esplosione, può essere aumentata lasciando uno spazio vuoto tra il tamper e il nocciolo. In questo modo, infatti, il tamper, accelerato dalla detonazione dell'esplosivo convenzionale posto attorno a esso, impatta con altissima velocità contro il nocciolo aumentandone la compressione rispetto ai modelli a nocciolo non sospeso, e di conseguenza l'efficienza dell'ordigno. In questo modo, inoltre, dato che il nocciolo compresso raggiungeva una maggior densità, la massa di materiale fissile necessaria a raggiungere condizioni supercritiche era inferiore rispetto a prima.

Questo tipo di ordigno nucleare, chiamato "a implosione e nocciolo sospeso", poiché il nocciolo poggiava sulla cima di un cono cavo posto alla base del tamper, è stato testato per la prima volta nel 1948 all'interno di bombe nucleari Mark 4.

### Noccioli cavi
Durante l'implosione di un nocciolo cavo (benché anche i noccioli Christy fossero sfere cave, essi vengono definiti "pieni" poiché contenevano al loro interno un iniziatore neutronico; con l'espressione "nocciolo cavo", invece si intende non solo una sfera cava ma anche vuota), il guscio di materiale fissile (solitamente plutonio) accelera verso l'interno, collidendo al centro della cavità e formando una densissima sfera supercritica. A causa della velocità, e quindi della quantità di moto, acquisita, è dunque lo stesso materiale fissile del nocciolo a concorrere alla propria compressione e di conseguenza il tamper, spesso realizzato in uranio, può essere meno massiccio rispetto al caso in cui nocciolo sia pieno, con la conseguente possibilità di realizzare testate nucleari più piccole e meno pesanti.

Benché i noccioli cavi siano più efficienti di quelli pieni, essi richiedono che l'implosione sia più accurata perché la fissione avvenga in modo soddisfacente, di conseguenza, in piena seconda guerra mondiale, quando ciò che contava era il successo sicuro e in tempi rapidi, i noccioli "Christy" risultarono i favoriti all'utilizzo. A partire dall'agosto 1945, ossia dopo la fine della guerra, però, gli scienziati dei laboratori di Los Alamos poterono tornare a concentrarsi sui noccioli cavi, i quali divennero di elevato interesse anche perché consentivano di risparmiare il costoso plutonio (con una maggior compressione, come già ricordato, è necessaria meno massa per raggiungere valori supercritici) e perché il Reattore B dell'impianto di Hanford, ossia li primo reattore nucleare del mondo per la produzione del 239Pu da usare nelle bombe, aveva cominciato a dare i primi problemi. 
L'efficienza dei noccioli cavi poteva essere ulteriormente aumentata iniettando nella loro cavità, negli istanti immediatamente precedenti all'implosione, una miscela gassosa composta da deuterio e trizio in rapporto 1:1. In questo tipo di armi, chiamate "a fissione amplificata", la quantità di plutonio necessaria a raggiungere condizioni supercritiche poteva poi essere ulteriormente diminuita rispetto al design che non prevedeva l'uso della miscela gassosa e, inoltre, il controllo della quantità di miscela iniettata e dell'intensità del flusso di neutroni emesso dalla sorgente esterna consentivano di realizzare ordigni atomici dalla potenza variabile.

### Noccioli compositi e noccioli di uranio
Nella seconda metà degli anni 1940, la quantità di 239Pu disponibile era decisamente scarsa. Per diminuire il plutonio presente in un nocciolo nucleare si pensò quindi di realizzare un nocciolo in materiale composito, dove la sfera cava, ossia il guscio, di plutonio era circondato da un altro guscio di uranio altamente arricchito, ossia in cui la percentuale dell'isotopo U-235 è maggiore del 20%, al tempo decisamente più abbondante.
 
Un altro fatto che fece considerare l'utilizzo di altri materiali nella realizzazione del nocciolo fu il diverso comportamento di plutonio e uranio. Il plutonio, infatti, si fissiona più velocemente dell'uranio e la sua reazione di fissione produce più neutroni, il che porta però ad avere un più alto rischio di predetonazione e quindi di una bassa potenza finale. Per limitare questo rischio in un nocciolo di solo plutonio, gli unici modi erano utilizzare piccole masse di plutonio, il che riduceva però la massima potenza raggiungibile a soli 10 chilotoni, o utilizzare 239Pu altamente puro, ossia quasi del tutto privo di 240Pu, a livelli di purezza del tutto irraggiungibili per l'epoca. Naturalmente, il problema della potenza limitata divenne irrilevante con la messa a punto, negli anni 1950, delle armi termonucleari o "a fissione", ma al tempo si optò per l'utilizzo dell'uranio arricchito, il quale si fissiona più lentamente, per formare un nocciolo composito di uranio e plutonio. Tali noccioli compositi furono prodotti a partire dalla fine del 1947 e sperimentati all'interno di bombe nucleari modello Mark 3, lo stesso di Fat Man, già nel corso dell'Operazione Sandstone, condotta nella primavera del 1948. Uno di questi noccioli fu ad esempio il 49-LCC-C, un nocciolo sospeso e composito realizzato con 2,38 kg di plutonio e 4,77 kg di uranio. Utilizzato in una bomba Mark 3 fatta esplodere nel corso del test X-ray il 15 aprile 1948, la sua detonazione rilasciò il 35% dell'energia ricavabile dal plutonio e il 25% di quella ricavabile dall'uranio, rivelandosi quindi di efficienza non elevata ma garantendo un significativo risparmio di plutonio a parità di potenza espressa.
Da quanto precedentemente detto si evince che la potenza di uno stesso modello di bomba nucleare può quindi variare a seconda del nocciolo utilizzato. Così, ad esempio, una bomba nucleare Mark 4, che faceva parte delle cosiddette armi "open pit", in cui nocciolo veniva conservato separatamente dal resto dell'ordigno, in una speciale capsula chiamata "birdcage" (in inglese: "gabbietta per uccelli"), poteva essere dotata di noccioli modello 49-LCC-C (il già citato nocciolo sospeso e composito sperimentato nel test X-ray e che rilasciò una potenza di 37 kt), modello 49-LTC-C (sospeso e realizzato in 235U, sperimentato nel test Zebra rilasciò una potenza di 18 kt) e modello 50-LCC-C (anch'esso sospeso e composito, sperimentato nel test Fox dell'Operazione Ranger rilasciò una potenza di 22 kt). Un simile approccio, non più applicabile nelle moderne armi nucleari, dotate di noccioli non removibili, permise la produzione di diversi sottotipi di armi con potenze diverse e quindi con differenti impieghi tattici.
Per quanto riguarda la struttura esterna del nocciolo, i primi design di armi statunitensi erano basati su strutture di noccioli standard chiamate "Type C" e "Type D". Così, le bombe Mark 4 utilizzavano noccioli Type C e Type D, che venivano inseriti manualmente in volo prima di sganciare la bomba. Le bombe Mark 5, invece, usavano i Type D con un inserimento automatico a partire dal muso della bomba, dove inizialmente veniva conservato il nocciolo, e lo stesso dicasi per le testate nucleari W5.
Come citato nel caso di nocciolo 49-LTC-C, oltre che di 239Pu o di un composito 239Pu / 235U, un nocciolo poteva essere costituito anche da solo 235U, il che comporta, a parità di potenza, un peso maggiore ma anche la possibilità di raggiungere potenze più elevate. Casi noti sono quello delle bombe nucleari britanniche Violet Club e Orange Herald, le quali utilizzarono grossi noccioli cavi, realizzati rispettivamente con 87 e 117 kg (98 e 125 kg secondo altre fonti) di uranio altamente arricchito (HEU), e della testata nucleare Green Grass, anch'essa britannica, il cui nocciolo sferico aveva un guscio del diametro interno di 560 mm, spesso 3,6 mm e pesante 70-86 kg; il tutto completamente circondato da un tamper di uranio naturale. Noccioli così grandi, la cui massa ha un valore pari a diverse volte quello della massa critica anche in condizioni di non compressione, presentano un significativo rischio per la sicurezza, poiché anche un'implosione asimmetrica, dovuta a una detonazione accidentale di alcune delle lenti esplosive poste attorno al tamper, potrebbe innescare un'esplosione nucleare della potenza di diversi chilotoni, per questo i loro sistemi di sicurezza devono essere incredibilmente efficienti. La più potente arma nucleare a fissione pura, la bomba Mark 18 sperimentata nel test King dell'Operazione Ivy, rilasciò una potenza di 500 kt usando un nocciolo cavo realizzato con 60 kg di uranio altamente arricchito, un valore pari a circa quattro masse critiche in situazione di non compressione. Nei casi sopraccitati i sistemi di sicurezza erano costituiti da palline d'acciaio, come nel caso di Green Grass e Orange Herald, o di una catena di alluminio e boro, nel caso del test Ivy King, poste a riempire la cavità del nocciolo in modo da impedirne quindi l'implosione in seguito a un'esplosione accidentale dell'esplosivo convenzionale.
Il 15 aprile 1955, nel test MET, svolto nell'ambito dell'Operazione Teapot, fu testato anche nocciolo composito di plutonio e 233U, il quale però non diede l'esito sperato, rilasciando una potenza di 22 chilotoni in luogo dei 33 attesi.

### Noccioli sigillati
Con "noccioli sigillati" o "non removibili" si intendono quei noccioli che, siti all'interno di un'arma nucleare, sono racchiusi da una solida barriera metallica priva di aperture. Quest'ultima, nella maggior parte dei casi realizzata in acciaio inossidabile ma talvolta realizzata anche in berillio, alluminio o vanadio, ha lo scopo di proteggere i materiali del nocciolo dalla degradazione ambientale e di ridurre i rischi che tale materiale radioattivo possa essere disperso nell'ambiente in caso di piccole esplosioni o incendi accidentali, inoltre, tale barriera può spesso fungere da tamper. Come materiale da costruzione il berillio è fragile, tossico e piuttosto costoso ma la scelta di tale elemento è talvolta preferita per il fatto che berillio è un ottimo riflettore di neutroni, e quindi tale barriera metallica oltre che da protezione può fungere anche da mezzo per abbassare la massa critica del nocciolo. In tal caso è probabilmente presente anche uno strato di interfaccia metallica a separare il nocciolo di plutonio dalla barriera di berillio, in modo da evitare che le particelle alfa derivanti dal decadimento del plutonio (o dell'americio e di altri contaminanti) reagiscano con il berillio producendo neutroni. I primi tamper/riflettori in berillio sono stati sperimentati a metà degli anni 1950 e venivano realizzati a partire da placchette di polvere di berillio pressata presso l'impianto di Rocky Flats. Come detto, però, il berillio non è il materiale da costruzione più affidabile, così, i noccioli rivestiti di berillio sono in realtà i più vulnerabili alle fratture, sono molto sensibili alle fluttuazioni di temperatura, sono più facili alla corrosione da parte di cloruri e dell'umidità e quindi richiedono una maggior manutenzione esponendo peraltro il personale addetto alla tossicità del berillio.
Come detto, i più moderni noccioli di plutonio sono cavi e sigillati, quindi non sospesi. Una specifica più volte citata e applicabile ad alcuni moderni modelli di noccioli li descrive come sfere cave di metallo strutturale, realizzate saldando tra loro due semisfere, delle dimensioni e del peso di una palla da bowling, con un canale utile all'iniezione di trizio (nel caso di armi nucleari a fissione amplificata) e la cui superficie interna è rivestita da uno strato di plutonio. La dimensione, compresa in genere tra quella di una pallina da tennis e quella di una palla da bowling, l'accuratezza della sfericità e il peso e la composizione del materiale fissile sono i principali fattori che influenzano le proprietà dell'ordigno e sono spesso classificati, anche se si sa, ad esempio, che i noccioli più moderni contengono circa 3 chilogrammi di plutonio, mentre quelli un po' più datati ne contengono 4-5 chilogrammi.
I noccioli sigillati possono inoltre essere classificati come legati o non-legati. Nel caso dei non-legati, essi possono essere disassemblati meccanicamente e per separare il guscio di plutonio è sufficiente un tornio, mentre per quanto concerne il recupero del plutonio dai noccioli legati è invece necessario processarli chimicamente.

### Noccioli a implosione lineare

Lo schema di un'implosione lineare con, al centro, la posizione del nucleo oblungo di ^{239}Pu.

Diagramma di una testata termonucleare W88.
1. Lo stadio primario: una bomba nucleare a fissione amplificata con due punti di innesco per l'esplosivo ad alto potenziale e il nocciolo oblungo e cavo, rivestito in berillio;
2. Lo stadio secondario: sferico, a implosione per radiazione, con fissione amplificata da fusione;
3. Il contenitore di radiazioni a forma di nocciolina, guida i raggi X provenienti dall'esplosione del primo stadio verso il secondo;
4. Schiuma plastica usata per riempire gli spazi, si trasformerà in plasma dopo l'esplosione del primo stadio;
5. Il contenitore della miscela gassosa usata per l'amplificazione della fissione del primo stadio; viene sostituito periodicamente a causa del decadimento del trizio gassoso;
A. Esplosivo ad alto potenziale: l'esplosione delle due lenti esplosive innesca la detonazione del primo stadio;
B. Nocciolo di ^{239}Pu: oblungo e cavo, rivestito di berillio che fa da riflettore neutronico (tamper);
C. Trizio e deuterio: utili ad amplificare la fissione del primo stadio grazie ai neutroni emessi dalla loro fusione;
D. Deuteruro di litio-6: il carburante termonucleare, fornisce il trizio, la cui fusione produce neutroni;
E. Nucleo di ^{235}U: è la parte che, divenendo supercritica grazie alla pressione da radiazioni, inizia a fissionarsi e generare neutroni per la fusione del deuteruro di litio-6;
F. Tamper di ^{235}U: funge non solo da riflettori di neutroni, ma fornisce anche carburante per fissione;
G. Alloggiamento in ^{238}U: essendo di materiale fissionabile, subisce fissione grazie ai neutroni provenienti dalla fusione del secondo stadio.

Rispetto alle classiche bombe a implosione come Fat Man, un'ulteriore miniaturizzazione è stata possibile grazie all'utilizzo dell'implosione lineare. In questi ordigni, un nocciolo allungato (in particolare a forma di sferoide oblato) di massa subcritica viene reso sferico e supercritico da due onde d'urto opposte opportunamente modellate. Nei primi esperimenti i noccioli erano pieni, poi, con l'aumentare della precisione con cui si riusciva a modellare le onde d'urto, fu possibile utilizzare anche in questo caso dei noccioli cavi, permettendo la realizzazione di testate nucleari relativamente molto poco ingombranti. Sin da subito, però, ci si rese conto di quanto una tale configurazione fosse decisamente pericolosa poiché, contrariamente a quanto avviene in un'implosione sferica, in cui un'esplosione accidentale asimmetrica portava semplicemente alla distruzione dell'ordigno senza che avvenisse alcuna reazione nucleare, in un ordigno a implosione lineare la probabilità di ottenere un'esplosione nucleare da una detonazione accidentale di uno dei due punti di innesco era decisamente maggiore. Per questo, molte risorse furono concentrate nella realizzazione di test di sicurezza chiamati "One-point safety", test già effettuati peraltro anche in passato per le bombe a implosione sferiche, come quelli avvenuti nelle operazioni Project 57 e Project 58/58A. I noccioli non sferici, cavi e sigillati, i primi dei quali furono impiegati nelle testate termonucleari W47 all'inizio degli anni 1960, segnarono un gran passo in avanti nella tecnologia delle armi nucleari, poiché aprirono la strada alla realizzazione di testate così piccole e leggere da poter essere alloggiate in più esemplari in uno stesso missile (ne sono un esempio le testate termonucleari W88). Grazie alla realizzazione di software utili a calcolare sempre meglio le forme oblunghe da dare a questo tipo di noccioli per consentire la più efficace implosione possibile, essi oggi rappresentano lo stato dell'arte dei noccioli nucleari, sia per quanto riguarda le armi nucleari che per quanto riguarda gli stadi primari delle armi termonucleari.

## Considerazioni sulla sicurezza

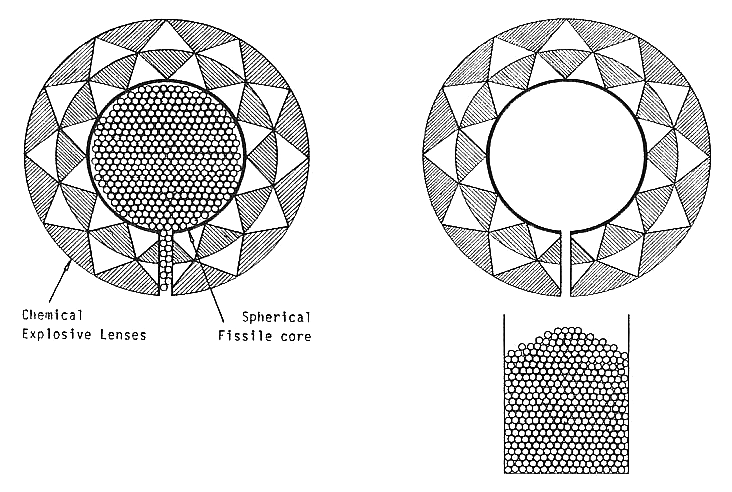
Il sistema di sicurezza con palle d'acciaio utilizzato nel nocciolo di Green Grass.

Una rappresentazione di un "One-point safety test" di uno stadio primario modello Swan, dove viene fatto detonare un solo punto di innesco laterale. Il nocciolo di ^{239}Pu, in questo caso, è sferico e cavo e circondato da un tamper in berillio.

Come precedentemente detto, le prime armi nucleari a nocciolo sospeso erano dotate di noccioli removibili che venivano installati nella bomba poco prima del suo utilizzo. Il progredire della tecnologia e dei processi di miniaturizzazione hanno poi portato a diversi cambiamenti nei progetti, tali per cui il nocciolo doveva essere inserito nel l'ordigno già nello stabilimento di produzione. Ciò però rese necessaria l'effettuazione di test di sicurezza volti a verificare che la detonazione accidentale dell'esplosivo convenzionale sito nella bomba non portasse ad una detonazione nucleare (serie di questi test furono ad esempio l'operazione Project 56 così come le già citate operazioni Project 57 e Project 58/58A). Se, infatti, l'introduzione dei noccioli sospesi aveva reso molto pratico l'inserimento del nocciolo in fase di volo (il tutto allo scopo di tenere il materiale fissile lontano dall'esplosivo convenzionale il più a lungo possibile, cosicché in caso di accidentali perdite di bombe o di esplosioni ci sarebbe stata al massimo la dispersione nell'ambiente dell'uranio di cui era costituito il tamper), nei successivi progetti di noccioli cavi, nei quali non era prevista una separazione tra nocciolo e tamper, l'inserimento dei noccioli in un secondo momento era diventato impossibile.
I noccioli cavi delle prime armi nucleari avevano delle cavità interne accessibili e, come sistema di sicurezza, queste erano riempite con oggetti che venivano rimossi soltanto quando era necessario, ossia poco prima della detonazione o dello sgancio. Alcuni dei più grandi noccioli conosciuti, come quello del già menzionato ordigno Green Grass, di progettazione britannica, avevano la cavità rivestita di un sottilissimo strato di gomma e riempita di palline d'acciaio, una soluzione però tutt'altro che ottimale, poiché la vibrazione delle palline, indotta ad esempio dal movimento dell'aeroplano in cui era caricata la bomba, avrebbe potuto danneggiare il nocciolo. La testata W47, di progettazione statunitense, aveva inserito all'interno della cavità del nocciolo del proprio stadio primario una fine catenella di cadmio-boro, ossia di un materiale neutron-assorbente. Nella fase di armamento, la catenella veniva rimossa da un motore che la attorcigliava attorno a un rocchetto e non poteva più essere reinserita. Tuttavia, poteva succedere che la catenella si rompesse durante la sua rimozione, rendendo impossibile rimuoverla del tutto e di fatto inficiando molto le performance della testata.
Il cambiamento dall'uso di noccioli pieni a quello di noccioli vuoti portò anche un problema di sicurezza sul lavoro. Infatti, il maggior rapporto superficie/massa portò a una più alta emissione di raggi gamma che costrinse l'impianto di produzione di Rocky Flats all'installazione di schermi anti-radiazione più performanti, mentre le maggiori lavorazioni meccaniche che richiedeva la creazione di un nocciolo cavo portarono a un maggior consumo di olio lubrificante e di tetraclorometano, e quindi alla produzione di un maggior volume di rifiuti contaminati e alla produzione di un maggior numero di trucioli di plutonio altamente piroforici e quindi a rischio di autoignizione.
I noccioli sigillati richiedono un diverso tipo di sicurezza, per raggiungere la quale sono state implementate diverse tecniche, inclusi i sistemi Permissive Action Link e Strong link/weak link, progettati per far fallire l'innesco della bomba tramite blocchi meccanici o la rottura di alcune parti, in caso incidente o di errata sequenza di armamento.
L'utilizzo di un'armatura che faccia anche da tamper in berillio, benché sia tecnicamente vantaggioso, presenta, come già menzionato, alcuni rischi di sicurezza per i lavoratori. La lavorazione dei tamper, infatti, produce polvere di berillio e di ossido di berillio, la cui inalazione può causare berilliosi. A partire dal 1996, il ministero statunitense dell'energia ha rilevato più di 50 casi di berilliosi cronica tra i lavoratori dell'industria nucleare, di cui oltre tre dozzine tra i lavoratori dell'impianto di Rocky Flats, molti dei quali sono poi deceduti a causa della malattia.
Dopo l'incidente di Palomares del 1966 e l'incidente di Thule del 1968, entrambi i quali videro tra i velivoli implicati, un bombardiere B-52 con a bordo quattro bombe termonucleari Mark 28, la sicurezza degli ordigni nucleari in caso di dispersione accidentale di plutonio divenne uno dei principali obbiettivi delle forze armate statunitensi. 
I noccioli ignifughi (in inglese: "Fire-resistant pits", "FRP") sono uno dei sistemi di sicurezza di cui sono dotate le moderne armi nucleari e sono volti proprio a ridurre la dispersione nell'ambiente di plutonio in caso di incendio. Gli attuali noccioli sigillati sono progettati per riuscire a contenere plutonio fuso fino a una temperatura di 1000 °C, approssimativamente la temperatura a cui bruciano i carburanti per aerei, per diverse ore. I noccioli ignifughi non sarebbero di alcun aiuto nel caso in cui un'esplosione li mandasse in frantumi, per questo essi sono utilizzati assieme a esplosivi convenzionali ad alta stabilità (come ad esempio il TATB), i quali dovrebbero impedire detonazioni accidentali dovute a urti o incendi, e propellenti indetonabili quando utilizzati in missili. Gli FRP, inoltre, non forniscono nessuna protezione se il loro contenitore metallico risulta meccanicamente danneggiato e potrebbero non fornire protezione nel caso di un incendio di propellenti per missili, che bruciano a temperature attorno ai 2000 °C. Si è a conoscenza del fatto che per la realizzazione di noccioli ignifughi sono state sperimentate delle armature in vanadio ma non si sa se esse siano poi entrate effettivamente in uso. Secondo alcune fonti, le diminuzioni di peso e dimensioni che si sono avute negli ultimi modelli di armi nucleari potrebbero aver precluso l'utilizzo di FRP e di esplosivi ad alta stabilità; questi ultimi, ad esempio, essendo meno potenti necessitano testate più grandi e pesanti, il che impone il sacrificio di una parte di gittata, per questo i missili balistici intercontinentali lanciati da sottomarino (SLBM), date le loro dimensioni più contenute e il loro carburate più energetico, sarebbero meno sicuri dei comuni missili balistici intercontinentali. È noto ad esempio che gli SLBM statunitensi Trident utilizzano sia esplosivo convenzionale non-insensibile che carburante di classe 1.1 (ossia con rischio di incendio e di detonazione maggiore rispetto alla classe 1.3, l'altra classe generica in cui si dividono i propellenti per missili statunitensi, ma che rispetto a questi garantiscono all'incirca l'8% di percorso a spinta costante in più).

## Considerazioni sui materiali
Lo stampaggio e la seguente lavorazione del plutonio sono processi difficoltosi non solo per la tossicità del materiale ma anche perché il plutonio presenta diverse fasi cristalline, conosciute anche come allotropi. Quando il plutonio puro raffredda, ad esempio, il cambiamento di fase porta a una sua distorsione e fessurazione. Per evitare il comparire di tali difetti, al plutonio viene aggiunto del gallio (in una percentuale dello 0,9-1,0% in peso) a formare una lega plutonio-gallio, che fa sì che il plutonio mantenga la sua fase delta (cubico a facce centrate) per un ampio intervallo di temperatura. Durante il raffreddamento, tale lega esibisce solo un cambio di fase, dalla fase epsilon (cubico a corpo centrato) alla fase delta, invece dei quattro cambiamenti che subirebbe il plutonio puro. Il gallio non è il solo metallo trivalente ad apportare questo effetto, ma esso ha comunque il vantaggio di avere una bassa sezione di cattura neutronica e di aiutare a proteggere il plutonio dalla corrosione. Uno svantaggio è però dato dal fatto che i composti del gallio stesso sono corrosivi, e così nel caso in cui si voglia recuperare il plutonio da armi nucleari smantellate per poi convertirlo in diossido di plutonio da utilizzare nei reattori nucleari, si deve comunque affrontare la difficoltà data dalla rimozione del gallio.
Dato che il plutonio è chimicamente reattivo è prassi comune placcare completamente l'esterno del nocciolo con un sottile strato di metallo inerte che riduce anche il rischio dato dalla tossicità del plutonio. Così, ad esempio, il nocciolo di The Gadget era placcato in argento, mentre in seguito si utilizzò il nichel a partire da vapori di tetracarbonilnichel; oggi sembra invece che il più comune metallo utilizzato a questo scopo sia l'oro.
Per la produzione dei primi noccioli, vista anche la scarsità del plutonio a quell'epoca, il processo di produzione adottato era quello dello stampaggio a caldo anche in virtù della relativa facilità delle forme da stampare. I progetti più recenti, invece, hanno visto l'utilizzo anche di utensili, quali ad esempio i torni, per lavorare i noccioli di forme più complesse, il che però ha portato alla produzione di trucioli piroforici di plutonio e a olii e liquidi lubrificanti contaminati. Un obiettivo del futuro è quindi quello di creare il nocciolo utilizzando solamente il colaggio. Tuttavia, risulta difficile, senza effettuare test nucleari, poter prevedere quali sia l'impatto delle lievi differenze esistenti tra una superficie lavorata e la superficie di un solido ottenuto con quest'ultimo metodo.

### Problemi di corrosione
Sia l'uranio che il plutonio sono molto facili alla corrosione. Ad esempio, durante operazioni di manutenzione di routine, è stato scoperto che gli stadi primari delle testate termonucleari W47 dei missili UGM-27 Polaris dovevano essere sostituite a causa della corrosione subita dal materiale fissile, problema a cui sono andate incontro anche le testate W58 e W45; in questi casi, infatti, la corrosione nel nocciolo avrebbe potuto alterarne la geometria e di conseguenza il funzionamento. Il plutonio, poi, è anche molto sensibile all'umidità, tanto che l'umidità dell'aria può aumentare il suo tasso di corrosione di 200 volte. Il tutto è dovuto al fatto che, a partire dall'umidità dell'aria, per radiolisi e in presenza di materiali organici (ad esempio delle plastiche) può formarsi idrogeno, il quale ha un forte effetto catalitico sulla corrosione. Ciò causa diversi problemi di stoccaggio del plutonio, poiché l'aumento di volume che si ha durante la sua ossidazione può portare alla rottura dei contenitori di stoccaggio o alla deformazione dei noccioli.
La contaminazione del nocciolo con deuterio e trizio, sia essa accidentale o voluta, come nel caso di noccioli cavi già riempiti di gas, può portare a una corrosione da idruro, che si manifesta come un'erosione alveolare e con la comparsa sulla superficie di uno strato di idruro di plutonio piroforico.
Si possono riscontrare problemi di corrosione anche nel materiale non fissile, proprio a causa della radioattività del materiale fissile del nocciolo che causa in essi una corrosione da radiazione, mentre altri problemi possono provenire dai solventi utilizzati per pulire i noccioli: si è infatti riscontrato che il tricloroetilene corrode il berillio, mentre il tricloroetano no.

### Problemi di composizione isotopica
La presenza di 240Pu nel materiale costituente il nocciolo porta a una produzione di calore e neutroni, compromettendo l'efficienza della bomba a causa di un aumento del rischio di predetonazione e quindi di fiammelle. Il plutonio per uso militare ("weapons-grade") deve quindi avere un contenuto di 240Pu non superiore al 7%, mentre per il "plutonio supergrade", destinato alla produzione di armi il cui stoccaggio è previsto in siti particolarmente ristretti, ad esempio a bordo di navi e sommergibili, dove l'aumento di radioattività dato dal 240Pu può essere un pericolo, deve avere un contenuto di 240Pu non superiore al 4%.
Il 241Pu, comunemente presente in misura dello 0,5% nel plutonio "weapons-grade", decade in americio-241, un potente emettitore di raggi gamma, il che, con l'andare degli anni e l'aumentare degli anni (e l'aumentare della quantità di americio) costituisce un possibile pericolo per gli addetti ai lavori. Dopo alcuni anni, quindi, il plutonio del nocciolo andrebbe riprocessato per separare chimicamente l'americio e il nocciolo riprodotto. Tuttavia, attorno al 1967 lo stabilimento di Rocky Flats decise di porre termine a questa separazione, utilizzando fino all'80% dei vecchi noccioli contenenti americio direttamente in fonderia, in modo da diminuire i costi e aumentare la produttività ma esponendo i lavoratori a una maggior dose di raggi gamma.

### Problemi di invecchiamento
Il plutonio metallico, in particolar modo quello in forma di lega plutonio-gallio, si degrada principalmente attraverso due meccanismi: corrosione e auto-irraggiamento.
Nonostante la sua elevata reattività chimica, in presenza di aria deumidificata, il plutonio forma uno strato passivizzante di diossido di plutonio che rallenta il processo di corrosione a circa 200 nanometri all'anno. In aria umida, tuttavia, tale strato passivizzante viene distrutto e la corrosione procede a un tasso 200 volte maggiore (0,04 mm/anno) a temperatura ambiente e 100 000 volte maggiore (20 mm/anno) alla temperatura di 100 °C. In presenza di acqua la corrosione del plutonio risulta infatti catalizzata e l'ossido di plutonio che si forma diventa iperstechiometrico, fino a PuO2,26. La rapida ossidazione dovuta all'acqua adsorbita produce idrogeno all'interfaccia gas-solido, formando l'ossido e catalizzando l'ossidazione. Tale idrogeno reagisce poi con il plutonio metallico nei punti in cui sono presenti cricche nello strato di ossido, formando uno strato di idruro di plutonio che può penetrare fino a 20 cm/ora, un tasso 1010 volte superiore a quanto accade in aria deumidificata, tanto che per i gusci più sottili la sua formazione può essere considerata quasi istantanea. Lo stesso idruro di plutonio catalizza poi una nuova reazione con l'ossigeno atmosferico, risultando in una reazione 1013 volte più veloce di quanto avvenga in aria deumidificata. Al 2020 i motivi di questo incredibile aumento di velocità nel tasso di corrosione non sono stati ancora del tutto compresi ma si pensa che questo meccanismo possa coinvolgere la formazione di sesquiossido di plutonio, Pu2O3, ma risulta comunque evidente la necessità di studi più approfonditi riguardo all'adsorbimento di idrogeno e ossigeno sulla superficie del plutonio.
Per quanto riguarda l'auto-irraggiamento, si sa che il decadimento alfa del 239Pu libera sia particelle alfa, sia nuclei di 235U. Ogni particella alfa ha un'energia di almeno 5 MeV e può penetrare fino a 10 micrometri nel reticolo cristallino; dopodiché cattura due elettroni dai vicini atomi di plutonio e si trasforma in un atomo di elio, fermandosi nel reticolo e cedendo il 99,9% della propria energia agli elettroni vicini (il che si manifesta con un aumento della temperatura della massa). Anche l'atomo di 235U rimasto si muove, a causa del rinculo, e il suo spostamento arriva fino a 12 nanometri. È stato calcolato che ogni evento di decadimento influisce all'incirca su altri 20 000 atomi, eccitandoli termicamente; il 90% resta nella propria posizione all'interno del reticolo, mentre gli altri si spostano in posizione interstiziale, formando circa 2 500 coppie di Frenkel e un picco termico locale della durata di pochi picosecondi, durante il quale i difetti appena formatisi si ricombinano o migrano. In una massa di "weapons-grade" tipico, mediamente un atomo viene dislocato una volta ogni 10 anni. Anche il 241Pu, come già ricordato, decade, ma con decadimento beta, portando alla formazione di americio-241, che ha un'emivita di 432,2 anni, il quale a sua volta, per decadimento alfa, porta alla comparsa di 237Np, il più stabile degli isotopi del nettunio, avente un'emivita di 2,144 milioni di anni.
A temperature criogeniche, dove non avviene quasi alcun riscaldamento, durante l'auto-irraggiamento il plutonio alfa (monoclino semplice) si espande, quello gamma (ortorombico a facce centrate) si contrae significativamente e quello beta (monoclino a corpo centrato) si contrae leggermente. La resistenza elettrica aumenta, ad indicare un aumento dei difetti nel reticolo cristallino e, se il materiale viene mantenuto a queste temperature per un tempo sufficiente, tutte e tre le fasi convergono verso uno stato simil-amorfo con densità media pari a 18,4 g/cm³. Se riportato a temperatura ambiente, tuttavia, la maggior parte dei difetti scompare: al di sopra dei 200 K le vacanze diventano mobili e al di sopra dei 400 K gli insiemi di atomi e vacanze interstiziali si ricombinano riparando il difetto. Il plutonio conservato a temperature non criogeniche non mostra segni di cambiamenti strutturali significativi per almeno 40 anni.
Dopo 50 anni di conservazione un tipico campione di plutonio "weapon-grande" contiene 2000 ppm di elio, 3700 ppm di americio, 1700 ppm di uranio e 300 ppm di nettunio. Un chilogrammo di materiale contiene quindi circa 200 cm³ di elio, il che equivale a una pressione di tre atmosfere in uno spazio vuoto di volume pari a quello del chilo di materiale. Gli atomi di elio migrano all'interno del reticolo allo stesso modo delle vacanze e possono rimanere intrappolati in esse, inoltre le vacanze occupate dall'elio possono unirsi, portando alla formazione di bolle e causando dei rigonfiamenti.

## Produzione e ispezioni

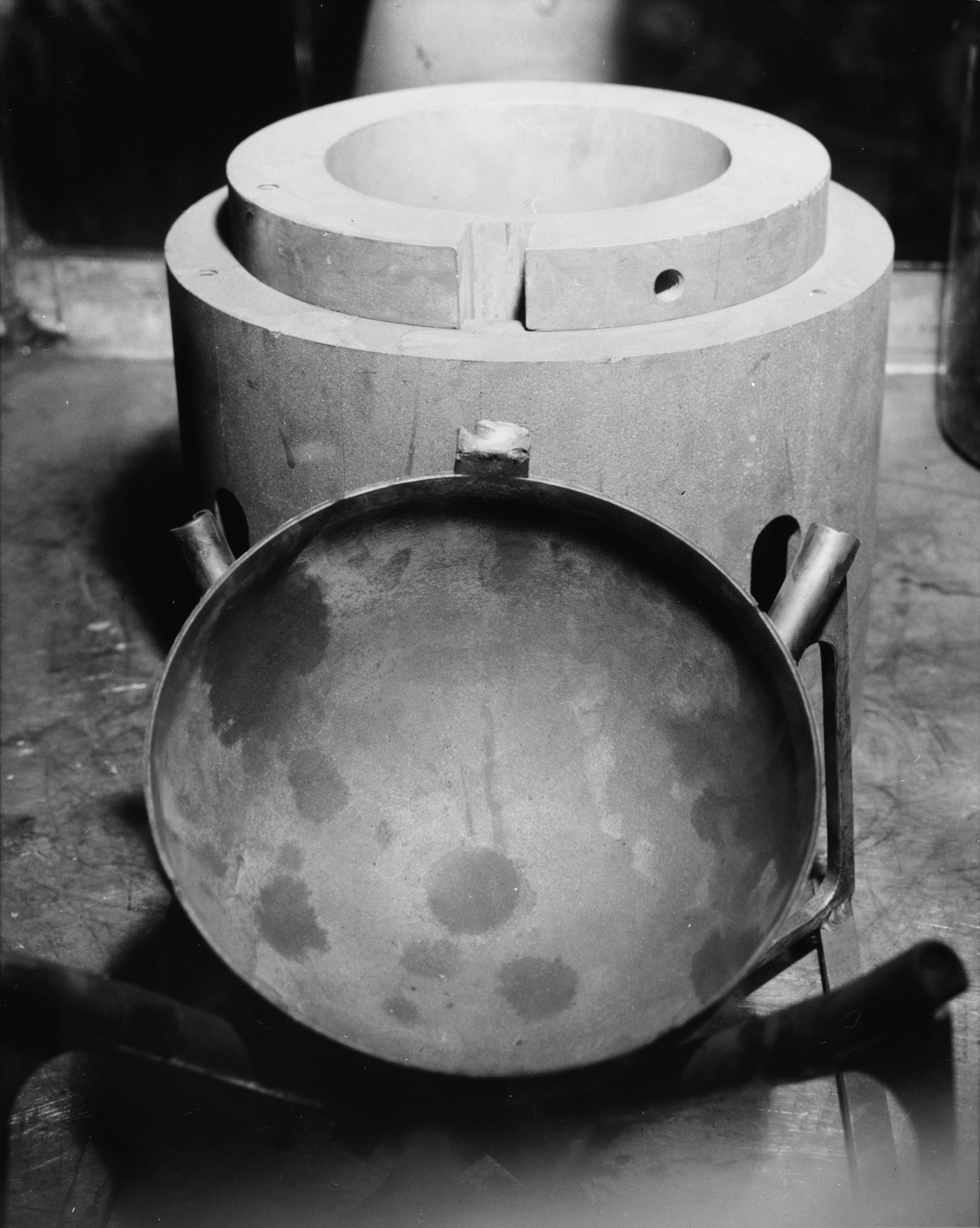
Uno stampo da fonderia per il plutonio in una fotografia del 1959.

Fra il 1954 e il 1989 i noccioli per gli ordigni nucleare statunitensi sono stati prodotti presso lo stabilimento di Rocky Flats, che è stato poi chiuso a causa dei molti problemi di sicurezza in esso riscontrati, alcuni dei quali precedentemente menzionati. Dopo la chiusura, ogni tentativo di riprendere lì la produzione del noccioli fatto dal ministero dell'energia si è tradotto in un nulla di fatto, così, nel 1993, il ministero ha deciso di spostare le operazioni di lavorazione del berillio ai laboratori di Los Alamos, dove nel 1996 è stata poi spostata anche la produzione dei noccioli. Per quanto riguarda gli USA, i noccioli prodotti, assieme a quelli recuperati da ordigni smantellati, per un totale di circa 12 000 pezzi, sono custoditi nello stabilimento Pantex sito nella contea di Carson, in Texas; di questi, circa 5 000 sono considerati parte di una riserva strategica, mentre gli altri sono considerati un surplus da distruggere. Fino al 2010 la produzione di nuovi noccioli da parte dei laboratori di Los Alamos era limitata a 20 pezzi all'anno ma, con il varo del programma Reliable Replacement Warhead da parte della National Nuclear Security Administration, sembra che, come dichiarato in un rapporto dell'Institute for Defense Analyses, la produzione sia stata incrementata a a 125 pezzi l'anno, con un massimo possibile di 200.
La Russia stiva invece il materiale proveniente dai noccioli recuperati da ordigni smantellati nello stabilimento di Majak, sito nel comprensorio amministrato dalla città di Ozërsk, meglio conosciuto come Čeljabinsk-40 e successivamente come Čeljabinsk-65.
Tra i vari metodi sviluppati per l'ispezione delle armi nucleari, il più noto è il Radiation Identification System, che permette di marcare gli ordigni nucleari così che la loro identità e il loro stato possano essere verificati. Tra i vari metodi fisici utilizzati è compresa la spettroscopia gamma con sensori di germanio iperpuro. La presenza di diossido di plutonio nel campione viene di rivelata dalla presenza di una linea spettrale a 870,7 keV, corrisponde al primo stato eccitato dell'17O, mentre l'età del nocciolo può essere determinata misurando il rapporto tra la quantità di 241Pu e quella dell'241Am, suo prodotto di decadimento, in esso presente. Tuttavia, anche la misurazione passiva degli spettri gamma da parte di organi ispettivi internazionali pone problemi di sicurezza nazionale poiché tali analisi permettono di risalire alla composizione isotopica del plutonio utilizzato nei noccioli, la quale può essere considerata segreto militare.

## Riciclaggio dei noccioli
Il recupero del plutonio dai noccioli provenienti da ordigni smantellati o comunque considerati obsoleti o scaduti può essere ottenuto attraverso varie procedure, sia meccaniche (ad esempio la rimozione del rivestimento metallico attraverso un tornio) sia chimiche. Uno dei metodi più utilizzati prevede il taglio del nocciolo in due pezzi e il posizionamento dei due pezzi su un imbuto sovrastante un crogiolo, con la cavità, e quindi lo strato di plutonio, rivolta verso il basso. A questo punto, in ambiente sigillato, viene fatta passare un flusso di idrogeno sul plutonio al fine di produrre idruro di plutonio, il quale cade nell'imbuto e finisce nel crogiolo, dove viene fuso, liberando così l'idrogeno. Naturalmente le maggiori difficoltà si presentano qualora ci si trovi a lavorare con noccioli compositi di uranio e plutonio o con altre leghe. Al fine di evitare poi il suo riutilizzo in armi nucleari, il plutonio "weapons-grade" deve essere legato con altri materiali in modo da alterarne la composizione isotopica.